# Dalimierz (Darszyce)
Dalimierz (niem. Kurtshagen) – przysiółek wsi Darszyce, w Polsce, w województwie zachodniopomorskim, w powiecie gryfickim, w gminie Płoty.
W 1874 roku Curtshagen był kolonią na ziemie Pinnow A i C
Na początku 1930. Kurtshagen był położony w gminie Pinnow, należącej do powiatowi Regenwalde Prowincji Pomorze.
W latach 1975–1998 miejscowość administracyjnie należała do województwa szczecińskiego.